# 貝羅沃湖
41°40′08″N 22°54′22″E / 41.669°N 22.906°E

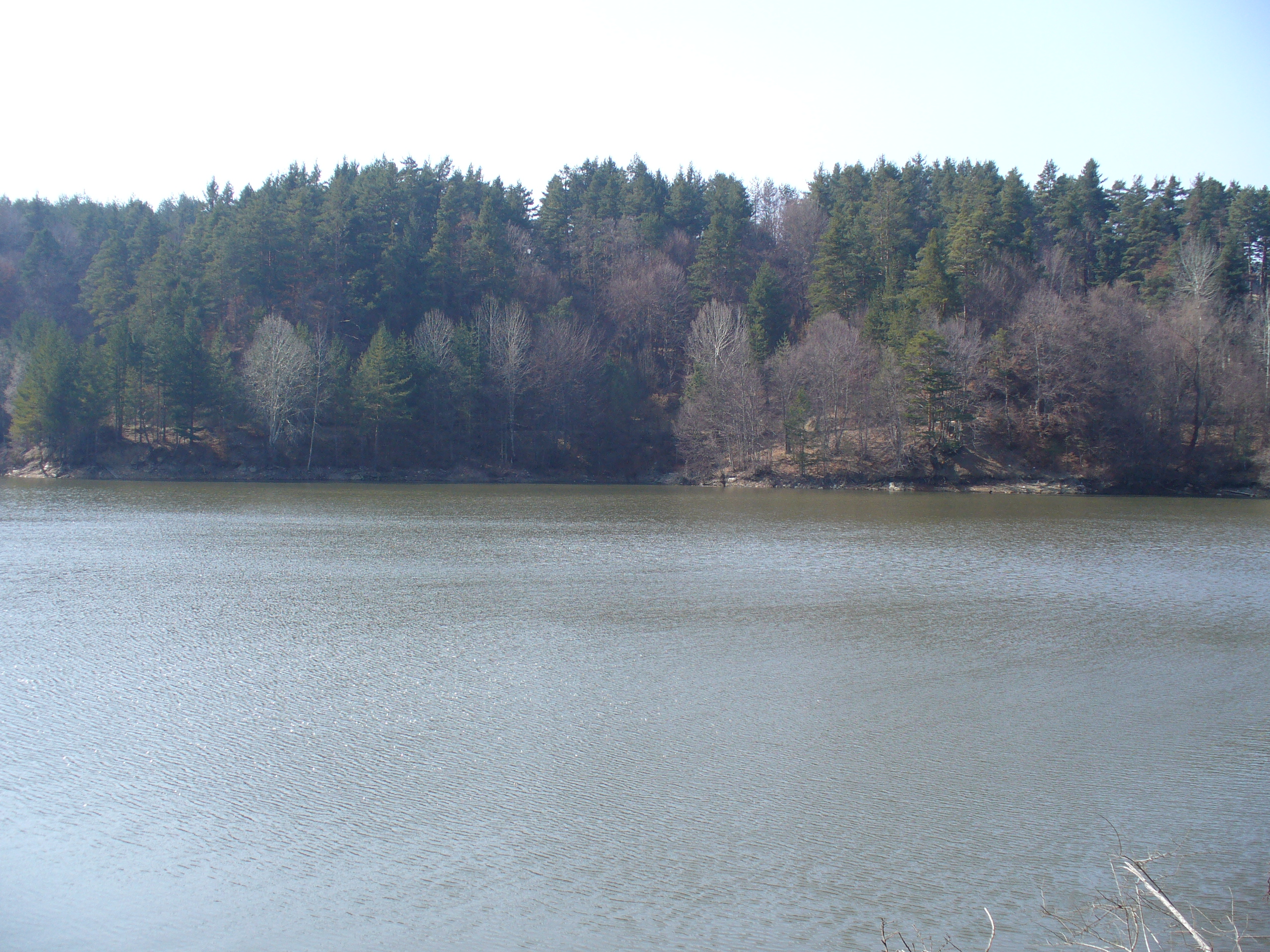

貝羅沃湖是北馬其頓境内的湖泊，位於該國東部，長2.5公里、寬0.35公里，距離與保加利亞接壤的邊境7公里，海拔高度990米，面積0.75平方公里，最大水深58米。